# Bilingual (album)
Bilingual är ett musikalbum med Pet Shop Boys från 1996. Albumets låtar har latinska drag som hörs framför allt i trummorna. Singlarna var Before, Se a Vida e (thats the way life is), Single-Bilingual och A red Letter Day. Senare, 1997, släpptes en ny singel: Somewhere, som senare dök upp i en förlängd version på Bilingual special edition.

## Låtlista

### Bilingual
1. "Discoteca"
2. "Single"
3. "Metamorphosis"
4. "Electricity"
5. "Se a vida é (That's the way life is)"
6. "It always comes as a surprise"
7. "A red letter day"
8. "Up against it"
9. "The survivors"
10. "Before"
11. "To step aside"
12. "Saturday night forever"

### Special edition CD (1997)
1. "Somewhere" (Extended mix)
2. "A red letter day" (Trouser Enthusiasts Autoerotic Decapitation mix)
3. "To step aside" (Brutal Bill mix)
4. "Before" (Love to Infinity Classic Paradise mix)
5. "The boy who couldn't keep his clothes on" (Danny Tenaglia International Club mix)
6. "Se a vida é" (Pink Noise mix)
7. "Discoteca" (Trouser Enthusiasts Adventure Beyond The Stellar Empire mix)

### Further Listening 1995-1997 CD (2001)
1. "Paninaro '95"
2. "In the night" (1995)
3. "The truck-driver and his mate"
4. "Hit and miss"
5. "How I learned to hate rock 'n' roll"
6. "Betrayed"
7. "Delusions of grandeur"
8. "Discoteca" (single version)
9. "The calm before the storm"
10. "Discoteca" (new version)
11. "The boy who couldn't keep his clothes on"
12. "A red letter day" (expanded single version)
13. "The view from your balcony"
14. "Disco potential"
15. "Somewhere" (extended mix)